# Steven Mendoza
John Steven Mendoza Valencia (Palmira, Valle del Cauca; 27 de junio de 1992) es un futbolista colombiano. Juega como extremo en el Athletico Paranaense de la Serie B de Brasil.

## Legado deportivo
John Stiven Mendoza es hermano de Yeison Mendoza, quien jugó profesionalmente en el ascenso colombiano durante seis temporadas. Yeison fue asesinado en 2019 producto de dos balazos propinados por un sicario en la ciudad de Cali.

## Trayectoria

### Inicios
Stiven proviene de las divisiones inferiores del Deportivo Cali y estuvo ahí hasta sus 16 años.

### Chennaiyin FC
En mediados de 2014 tuvo su primera experiencia con el club Indio allí disputó 9 partidos y convirtió 4 goles llamando la atención del Corintians de Brasil quien compra sus derechos deportivos tras estar jugando con el timao es cedido para buscar más minutos nuevamente al Chennaiyin quien el 31 de agosto de 2015 fue confirmado como refuerzo de Chennaiyin de la Superliga de India, cedido un año por Corinthians de Brasil.

Debutaría el 3 de octubre en la derrota de su equipo como locales 2 a 3 contra el Atlético de Kolkata.

Su primeros goles los marcaría el 11 de octubre en la victoria de su equipo 4 a 0 como visitantes sobre Goa, anotando su primer triplete.

Marcaría su segundo triplete el 21 de noviembre en la victoria 4-1 de su equipo frente a Kerala Blasters.

El 20 de diciembre se coronaría campeón de la Indian Super League 2015 al ganar la final 3-2 sobre Goa anotando un gol. Terminaría su primera temporada en India con 13 goles en 16 partidos, siendo el goleador del torneo.

### New York City
El 8 de marzo de 2016 es confirmada su cesión al New York City de los Estados Unidos. Su debut sería el 13 de marzo en el empate a dos goles frente al Toronto jugando 23 minutos. El 30 de abril marcaría su primer gol dándole la victoria a su equipo 3 a 2 sobre el Vancouver Whitecaps.

### EC Bahía
El 7 de junio es presentado como nuevo jugador del Bahía de la Campeonato Brasileño de Serie A cedido por seis meses, donde comparte vestuario con su compatriota Pablo Armero. El 8 de junio debuta entrando al minuto 83 en la victoria por la mínima frente al Cruzeiro. El 6 de julio marca su primer gol con el club dándole la victoria 2 a 1 sobre Sao Paulo. El 20 de agosto marca su primer doblete en la goleada 3 por 0 sobre el Vasco da Gama saliendo como la figura del partido.

### Amiens SC
El 16 de enero es presentado como nuevo jugador del Amiens Sporting Club de la Ligue 1 firmando por tres temporadas y media siendo su primera experiencia en Europa. Debuta el 17 de enero en el empate a un gol frente al Montpellier SC jugando 77 minutos. Su primer gol lo marca en la derrota 3 a 2 en casa del  FC Girondins de Burdeos. El 1 de abril le da la victoria a su equipo por la mínima en condición de visitantes en casa del Lille SC.
Su primer gol en la temporada 2018-19 lo hace el 8 de diciembre para darle la victoria a su club 2-1 en su visita al Guingamp.
En su debut de la temporada 2019-20 debuta con gol a los dos minutos en la derrota como locales 1-3 frente a FC Bordeaux, en su segundo partido el 28 de septiembre marca el gol del empate aun gol como visitantes ante Angers SCO, marca su tercer gol consecutivo el 4 de octubre sentenciando la victoria 3 por 1 sobre el Olympique de Marsella.

## Selección nacional
| Mundial                                | Sede    | Resultado    | Partidos | Goles |
| -------------------------------------- | ------- | ------------ | -------- | ----- |
| Copa Mundial Sub-17 de 2009            | Nigeria | Cuarto lugar | 6        | 0     |
| Campeonato Sudamericano Sub-20 de 2011 | Perú    | Sexto lugar  | 5        | 0     |

## Clubes
| Club                 | País           | Año       |
| -------------------- | -------------- | --------- |
| Envigado F. C.       | Colombia       | 2010-2013 |
| América de Cali      | Colombia       | 2012      |
| Cúcuta Deportivo     | Colombia       | 2013      |
| Deportivo Cali       | Colombia       | 2013-2014 |
| Chennaiyin           | India          | 2014      |
| Corinthians          | Brasil         | 2015      |
| Chennaiyin           | India          | 2015      |
| New York City        | Estados Unidos | 2016      |
| Bahía                | Brasil         | 2017      |
| Amiens               | Francia        | 2018-2021 |
| Ceará                | Brasil         | 2021-2022 |
| Santos               | Brasil         | 2023      |
| Adana Demirspor      | Turquía        | 2024      |
| León                 | México         | 2024-2025 |
| Athletico Paranaense | Brasil         | 2025-act. |

## Estadísticas

### Clubes
Actualizado al último partido disputado el 27 de julio de 2025.
| Club                          | Div.          | Temporada     | Liga  | Liga  | Liga   | Estatal | Estatal | Estatal | Copas nacionales | Copas nacionales | Copas nacionales | Copas internacionales | Copas internacionales | Copas internacionales | Total | Total | Total  |
| Club                          | Div.          | Temporada     | Part. | Goles | Asist. | Part.   | Goles   | Asist.  | Part.            | Goles            | Asist.           | Part.                 | Goles                 | Asist.                | Part. | Goles | Asist. |
| ----------------------------- | ------------- | ------------- | ----- | ----- | ------ | ------- | ------- | ------- | ---------------- | ---------------- | ---------------- | --------------------- | --------------------- | --------------------- | ----- | ----- | ------ |
| Envigado F. C. · Colombia     | 1.ª           | 2010          | 6     | 0     | 0      | —       | —       | —       | —                | —                | —                | —                     | —                     | —                     | 6     | 0     | 0      |
| Envigado F. C. · Colombia     | 1.ª           | 2011          | 3     | 0     | 0      | —       | —       | —       | 4                | 0                | 0                | —                     | —                     | —                     | 7     | 0     | 0      |
| Envigado F. C. · Colombia     | Total club    | Total club    | 9     | 0     | 0      | —       | —       | —       | 4                | 0                | 0                | 0                     | 0                     | 0                     | 13    | 0     | 0      |
| América de Cali · Colombia    | 2.ª           | 2012          | 41    | 10    | 0      | —       | —       | —       | 11               | 0                | 0                | —                     | —                     | —                     | 52    | 10    | 0      |
| América de Cali · Colombia    | Total club    | Total club    | 41    | 10    | 0      | —       | —       | —       | 11               | 0                | 0                | 0                     | 0                     | 0                     | 52    | 10    | 0      |
| Cúcuta Deportivo · Colombia   | 1.ª           | 2013          | 15    | 4     | 2      | —       | —       | —       | 5                | 0                | 0                | —                     | —                     | —                     | 20    | 4     | 2      |
| Cúcuta Deportivo · Colombia   | Total club    | Total club    | 15    | 4     | 2      | —       | —       | —       | 5                | 0                | 0                | 0                     | 0                     | 0                     | 20    | 4     | 2      |
| Deportivo Cali · Colombia     | 1.ª           | 2013          | 11    | 1     | 1      | —       | —       | —       | 3                | 0                | 0                | —                     | —                     | —                     | 14    | 1     | 1      |
| Deportivo Cali · Colombia     | 1.ª           | 2014          | 5     | 1     | 0      | —       | —       | —       | 2                | 0                | 0                | —                     | —                     | —                     | 7     | 1     | 0      |
| Deportivo Cali · Colombia     | Total club    | Total club    | 16    | 2     | 1      | —       | —       | —       | 5                | 0                | 0                | 0                     | 0                     | 0                     | 21    | 2     | 1      |
| Chennaiyin India              | 1.ª           | 2014          | 9     | 4     | 2      | —       | —       | —       | —                | —                | —                | —                     | —                     | —                     | 9     | 4     | 2      |
| Chennaiyin India              | 1.ª           | 2015          | 16    | 13    | 3      | —       | —       | —       | —                | —                | —                | —                     | —                     | —                     | 16    | 13    | 3      |
| Chennaiyin India              | Total club    | Total club    | 25    | 17    | 5      | —       | —       | —       | 0                | 0                | 0                | 0                     | 0                     | 0                     | 25    | 17    | 5      |
| Corinthians · Brasil          | 1.ª           | 2015          | 10    | 1     | 0      | 8       | 2       | 0       | 1                | 0                | 0                | 6                     | 0                     | 0                     | 25    | 3     | 0      |
| Corinthians · Brasil          | Total club    | Total club    | 10    | 1     | 0      | 8       | 2       | 0       | 1                | 0                | 0                | 6                     | 0                     | 0                     | 25    | 3     | 0      |
| New York City Estados Unidos  | 1.ª           | 2016          | 25    | 5     | 0      | —       | —       | —       | —                | —                | —                | —                     | —                     | —                     | 25    | 5     | 0      |
| New York City Estados Unidos  | Total club    | Total club    | 25    | 5     | 0      | —       | —       | —       | 0                | 0                | 0                | 0                     | 0                     | 0                     | 25    | 5     | 0      |
| Bahia · Brasil                | 1.ª           | 2017          | 31    | 8     | 3      | —       | —       | —       | —                | —                | —                | —                     | —                     | —                     | 31    | 8     | 3      |
| Bahia · Brasil                | Total club    | Total club    | 31    | 8     | 3      | 0       | 0       | 0       | 0                | 0                | 0                | 0                     | 0                     | 0                     | 31    | 8     | 3      |
| Amiens Francia                | 1.ª           | 2018          | 13    | 2     | 0      | —       | —       | —       | —                | —                | —                | —                     | —                     | —                     | 13    | 2     | 0      |
| Amiens Francia                | 1.ª           | 2018-19       | 25    | 2     | 2      | —       | —       | —       | 3                | 0                | 0                | —                     | —                     | —                     | 28    | 2     | 2      |
| Amiens Francia                | 1.ª           | 2019-20       | 15    | 5     | 0      | —       | —       | —       | 2                | 1                | 0                | —                     | —                     | —                     | 17    | 6     | 0      |
| Amiens Francia                | 2.ª           | 2020-21       | 14    | 4     | 0      | —       | —       | —       | 1                | 0                | 0                | —                     | —                     | —                     | 15    | 4     | 0      |
| Amiens Francia                | Total club    | Total club    | 67    | 13    | 2      | —       | —       | —       | 6                | 1                | 0                | 0                     | 0                     | 0                     | 73    | 14    | 2      |
| Ceará · Brasil                | 1.ª           | 2021          | 28    | 1     | 2      | 10      | 2       | 2       | —                | —                | —                | 5                     | 1                     | 1                     | 43    | 4     | 5      |
| Ceará · Brasil                | 1.ª           | 2022          | 29    | 10    | 1      | 11      | 3       | 1       | 5                | 1                | 1                | 8                     | 6                     | 0                     | 53    | 20    | 3      |
| Ceará · Brasil                | Total club    | Total club    | 57    | 11    | 3      | 21      | 5       | 3       | 5                | 1                | 1                | 13                    | 7                     | 1                     | 96    | 24    | 8      |
| Santos · Brasil               | 1.ª           | 2023          | 26    | 6     | 2      | 11      | 4       | 1       | 4                | 0                | 0                | 4                     | 0                     | 0                     | 45    | 10    | 3      |
| Santos · Brasil               | Total club    | Total club    | 26    | 6     | 2      | 11      | 4       | 1       | 4                | 0                | 0                | 4                     | 0                     | 0                     | 45    | 10    | 3      |
| Adana Demirspor Turquía       | 1.ª           | 2024          | 14    | 3     | 0      | —       | —       | —       | —                | —                | —                | —                     | —                     | —                     | 14    | 3     | 0      |
| Adana Demirspor Turquía       | Total club    | Total club    | 14    | 3     | 0      | —       | —       | —       | 0                | 0                | 0                | 0                     | 0                     | 0                     | 14    | 3     | 0      |
| León · México                 | 1.ª           | 2024-25       | 27    | 9     | 1      | —       | —       | —       | —                | —                | —                | 1                     | 0                     | 0                     | 28    | 9     | 1      |
| León · México                 | Total club    | Total club    | 27    | 9     | 1      | —       | —       | —       | 0                | 0                | 0                | 1                     | 0                     | 0                     | 28    | 9     | 1      |
| Athletico Paranaense · Brasil | 2.ª           | 2025          | 4     | 1     | 1      | —       | —       | —       | —                | —                | —                | —                     | —                     | —                     | 4     | 1     | 1      |
| Athletico Paranaense · Brasil | Total club    | Total club    | 4     | 1     | 1      | 0       | 0       | 0       | 0                | 0                | 0                | 0                     | 0                     | 0                     | 4     | 1     | 1      |
| Total carrera                 | Total carrera | Total carrera | 367   | 90    | 18     | 40      | 11      | 4       | 41               | 2                | 1                | 24                    | 7                     | 1                     | 472   | 110   | 24     |
| 1. 2.                         |               |               |       |       |        |         |         |         |                  |                  |                  |                       |                       |                       |       |       |        |

### Selección
| Sub-17 · Colombia                            | 2009                       | — | — | — | — | 6 | 0 | 6  | 0 |
| Sub-17 · Colombia                            | Total                      | 0 | 0 | 0 | 0 | 6 | 0 | 6  | 0 |
| Sub-20 · Colombia                            | 2011                       | — | — | 5 | 0 | — | — | 5  | 0 |
| Sub-20 · Colombia                            | Total                      | 0 | 0 | 5 | 0 | 0 | 0 | 5  | 0 |
| Mayores · Colombia                           | 2019                       | 2 | 0 | — | — | — | — | 2  | 0 |
| Mayores · Colombia                           | Total                      | 2 | 0 | 0 | 0 | 0 | 0 | 2  | 0 |
| Total Selecciones Colombia                   | Total Selecciones Colombia | 2 | 0 | 5 | 0 | 6 | 0 | 13 | 0 |
| (1) Incluye los partidos del Mundial sub-17. |                            |   |   |   |   |   |   |    |   |

### Hat-tricks
| 1 | 11 de octubre de 2015   | Estadio Fatorda, Goa              | Goa - Chennaiyin             |  | 0 - 4 | Indian Super League 2015 |
| 2 | 21 de noviembre de 2015 | Estadio Jawaharlal Nehru, Chennai | Chennaiyin - Kerala Blasters |  | 4 - 1 | Indian Super League 2015 |

## Palmarés

### Títulos nacionales
| Título                | Club            | País     | Año  |
| --------------------- | --------------- | -------- | ---- |
| Primera B (Apertura)  | América de Cali | Colombia | 2012 |
| Superliga de Colombia | Deportivo Cali  | Colombia | 2014 |
| Superliga de India    | Chennaiyin      | India    | 2015 |

### Distinciones individuales
| Distinción                                   | Año  |
| -------------------------------------------- | ---- |
| Goleador de la Superliga de India (13 goles) | 2015 |
| Mejor Jugador de la Superliga de India       | 2015 |